# Snorre Krogsgård
Snorre Krogsgård (Porsgrunn, 25 maggio 1991) è un ex calciatore norvegese, di ruolo centrocampista.

## Carriera

### Club

#### Odd
Krogsgård ha iniziato la carriera professionistica con la maglia dell'Odd Grenland. Ha debuttato in prima squadra in data 27 maggio 2009: è stato infatti titolare nel successo per 1-2 sul campo del Kjelsås, in un match valido per l'edizione stagionale del Norgesmesterskapet. Il 25 aprile 2010 ha debuttato nell'Eliteserien: è subentrato infatti in sostituzione di Bentley nella sconfitta per 6-1 in casa del Vålerenga. Il 27 novembre 2011 ha realizzato il primo gol nella massima divisione norvegese, nella sconfitta per 3-2 in trasferta sul campo del Sarpsborg 08.

#### Fram Larvik
Il 12 marzo 2014, dopo aver sostenuto provini infruttuosi con Sarpsborg 08 e Hønefoss, ha firmato un contratto con il Fram Larvik. Secondo quanto dichiarato, Krogsgård si sarebbe potuto trasferire già nell'estate successiva, in caso di offerte da squadre di categoria superiore. Ha debuttato con questa maglia in data 14 aprile, quando è stato titolare nella sconfitta per 4-1 in casa della squadra riserve dell'Odd. Il 3 maggio ha realizzato la prima rete, nella vittoria per 1-2 sul campo del Notodden.

#### Il ritorno all'Odd
L'11 agosto 2014, ultimo giorno del calciomercato estivo in Norvegia, ha fatto ufficialmente ritorno all'Odd. Si è legato con un contratto valido fino al termine della stagione e ha scelto la maglia numero 19. Si è svincolato al termine del campionato 2014.

#### Halmstad
Il 7 febbraio 2015, ha firmato un contratto triennale con gli svedesi dell'Halmstad. Ha esordito in squadra il 6 aprile, schierato titolare nella sconfitta per 2-1 maturata sul campo dell'AIK. Il 4 dicembre 2015, Krogsgård e l'Halmstad hanno rescisso consensualmente il contratto in essere, con il giocatore che si è quindi ritrovato svincolato.

## Statistiche

### Presenze e reti nei club
Statistiche aggiornate al 4 dicembre 2015.
| Stagione       | Club        | Campionato | Campionato | Campionato | Coppe nazionali | Coppe nazionali | Coppe nazionali | Coppe continentali | Coppe continentali | Coppe continentali | Supercoppe | Supercoppe | Supercoppe | Totale | Totale |
| Stagione       | Club        | Comp       | Pres       | Reti       | Comp            | Pres            | Reti            | Comp               | Pres               | Reti               | Comp       | Pres       | Reti       | Pres   | Reti   |
| -------------- | ----------- | ---------- | ---------- | ---------- | --------------- | --------------- | --------------- | ------------------ | ------------------ | ------------------ | ---------- | ---------- | ---------- | ------ | ------ |
| 2009           | Odd         | ES         | 0          | 0          | CN              | 2               | 0               | -                  | -                  | -                  | -          | -          | -          | 2      | 0      |
| 2010           | Odd         | ES         | 2          | 0          | CN              | 1               | 0               | -                  | -                  | -                  | -          | -          | -          | 3      | 0      |
| 2011           | Odd         | ES         | 24         | 1          | CN              | 4               | 0               | -                  | -                  | -                  | -          | -          | -          | 28     | 1      |
| 2012           | Odd         | ES         | 28         | 3          | CN              | 2               | 0               | -                  | -                  | -                  | -          | -          | -          | 30     | 3      |
| 2013           | Odd         | ES         | 15         | 1          | CN              | 4               | 2               | -                  | -                  | -                  | -          | -          | -          | 19     | 3      |
| mar.-ago. 2014 | Fram Larvik | 2D         | 15         | 3          | CN              | 2               | 0               | -                  | -                  | -                  | -          | -          | -          | 17     | 3      |
| ago.-dic. 2014 | Odd         | ES         | 6          | 0          | CN              | 1               | 0               | -                  | -                  | -                  | -          | -          | -          | 7      | 0      |
| Totale Odd     | Totale Odd  | Totale Odd | 75         | 5          |                 | 14              | 2               |                    | -                  | -                  |            | -          | -          | 89     | 7      |
| 2015           | Halmstad    | A          | 26         | 0          | CS              | 2               | 0               | -                  | -                  | -                  | -          | -          | -          | 28     | 0      |
| Totale         | Totale      | Totale     | 116        | 8          |                 | 18              | 2               |                    | -                  | -                  |            | -          | -          | 134    | 10     |